# Крюгер, Нильс
Нильс Эдвард Крюгер (швед. Nils Edvard Kreuger, 11 октября 1858, Кальмар, Швеция — 11 мая 1930, Стокгольм, Швеция) — шведский художник.

## Биография

### Семья
Нильс Эдвард Крюгер был сыном Йохана Августа Крюгера (1821—1887) и Кристины Элизабет Лидман (1831—1878). Йохан Крюгер вёл торговлю древесиной в Кальмаре. Нильс Крюгер был двоюродным братом Эрнста Августа Крюгера, который был отцом Ивара Крюгера.

### Обучение
С 1874 года Нильс Крюгер учился в Королевской академии свободных искусств, где он познакомился с Ричардом Бергом и Карлом Нордстрёмом. Болезнь вынудила Нильса бросить учёбу, но до того, как он отправился в Париж в 1881 году, он с 1878 года учился в частной школе живописи Эдварда Персея. Во время своих занятий с Жан-Полем Лораном Крюгер писал пейзажи улиц и окрестностей Парижа, используя систему валёра, предпочтительно на рассвете или в сумерках, в тумане или снегу. Нильс Крюгер дебютировал на Парижском салоне в 1882 году. Образные мотивы картин из французского периода Крюгера сохранились в его более поздних работах. В 1885 году Нильс активно участвовал в организации Opponenterna (Оппоненты), а после участвовал в создании Konstnärsförbundet (Ассоциация художников).

### Варбергская школа
Как и большинство членов Konstnärsförbundet, Крюгер отказался от французского пленэра 1880-х годов ради символического национального романтизма, господствовавшего в 1890-х годах. В 1887 году Нильс вернулся в Швецию и поселился в Варберге, где с 1893 года писал вместе с Ричардом Бергом и Карлом Нордстрёмом, вместе они основали Варбергскую школу (Varbergsskolan). В качестве мотива Крюгер выбрал аллеи и сады Варберга и особенно сельскую местность за городом, часто с пасущимся скотом. Под влиянием синтетизма Поля Гогена Варбергская школа внесла свой вклад в создание национального романтического стиля.

### Влияние Ван Гога
Также свою роль в развитии стиля Нильса Крюгера сыграло его впечатление от картин Ван Гога на выставке Den Frie Udstilling (Свободная выставка) в Копенгагене в 1893 году, своего рода синтезирующих настроение живописи. Однако Крюгер не был нацелен на более сильную выразительность. Ещё раньше мазки кисти неоднократно имели тенденцию к случайному появлению, но, вероятно, после картин Ван Гога Нильс получил представление о своей собственной технике с точками и маленькими штрихами тушью, которые артикулируют рельефные формы и углубляют эмоциональное содержание.
Позже, после 1907 года, Крюгер заменил чернильные мазки пятнами краски, нанесёнными мощными мазками кисти, благодаря которым поверхность холста приобрела мозаичную композицию. В обоих случаях эта техника создает сетку, которая в своём устройстве удерживает вместе разнообразные формы предмета. Выразительность трепещущих и пылающих линий Ван Гога Нильс Крюгер совсем или очень мало хотел обогнать. Для него детализация имеет главным образом формальное и декоративное значение. Определённая степень выразительности вместо этого многократно накапливается в более крупных линиях и формах, в силуэтах высот, распространении облаков и изгибе дорог, как в триптихе «Весна в Халланде» (1894) в Национальном музее. Часто его обширное пространство из Халланда и Эланда заполняют спящие коровы («Коровы у моря», 1901, Национальный музей) или лошади в более или менее оживлённом движении («Лошади ищут прохлады», 1902, Галерея Тиля). Техника тонкой детализации лучше всего подходит для небольших панелей, в больших композициях движению стад животных в скалах не редко придается большое значение («Стадо лошадей, проходящее мимо», мотив из Эланда, 1912). Особенно это касается композиций, выполненных в монументальном формате, таких как фреска Ölandsmotiv в Стокгольме.

### Поздний период
В 1896 году Крюгер окончательно обосновался в Стокгольме, но проводил лето на Эланде, где коровы и лошади на Альваре или на длинных песчаных пляжах стали его главным мотивом. После рубежа веков Нильс писал в более светлой цветовой гамме под влиянием неоимпрессионизма. Крюгер также выполнял монументальные картины и иллюстрации, а также модели для мебели.
Его произведения доступны в Национальном музее Швеции, Вальдемарсудде, Художественном музее Кальмара, Музее лена Кальмара, Галерее Тиля, Городском музее Мёльндаля и Гётеборгском художественном музее.

## Галерея

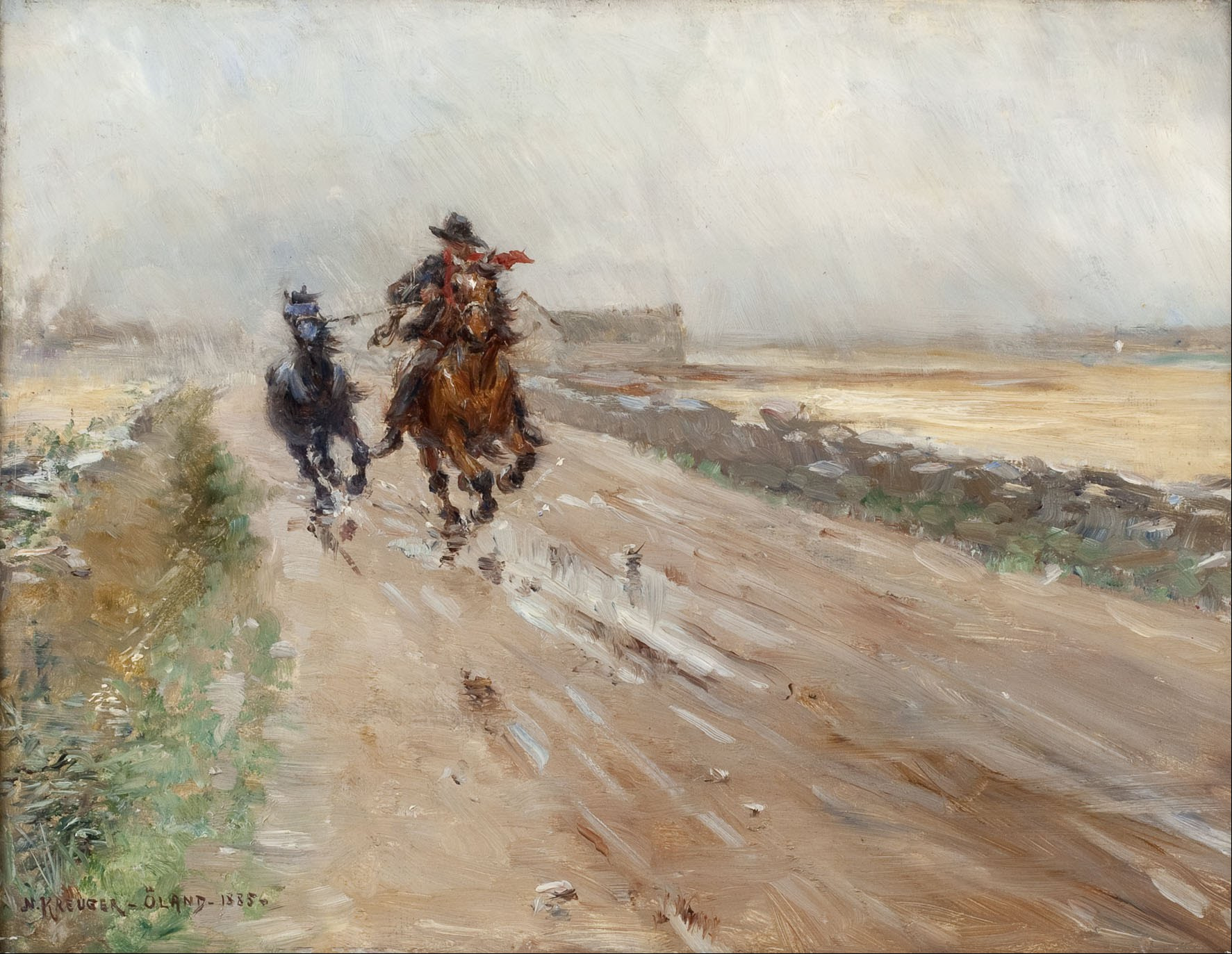
Пейзаж Эланда. Цыган на коне (1885)
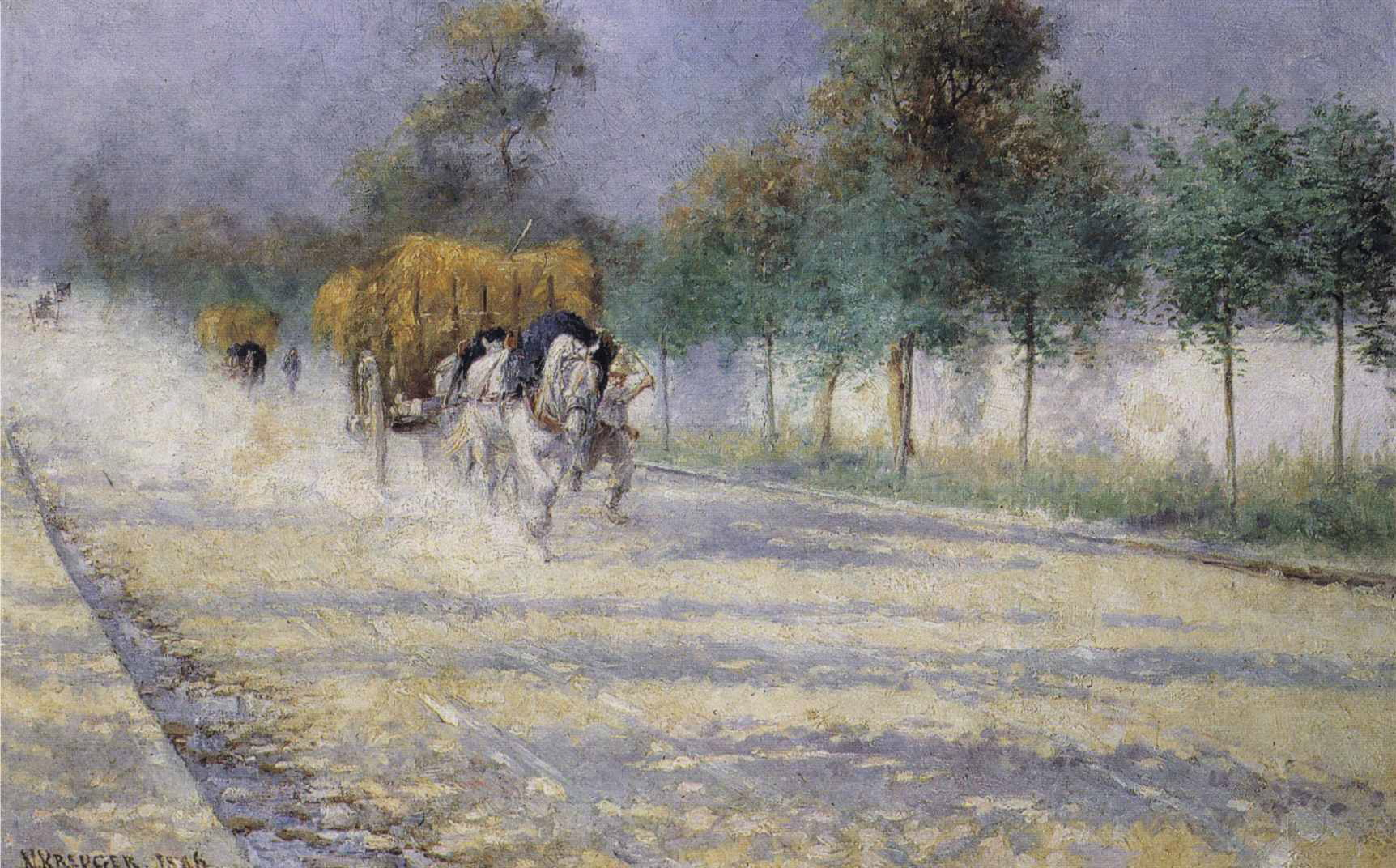
Дорога на Орлеан (1886)
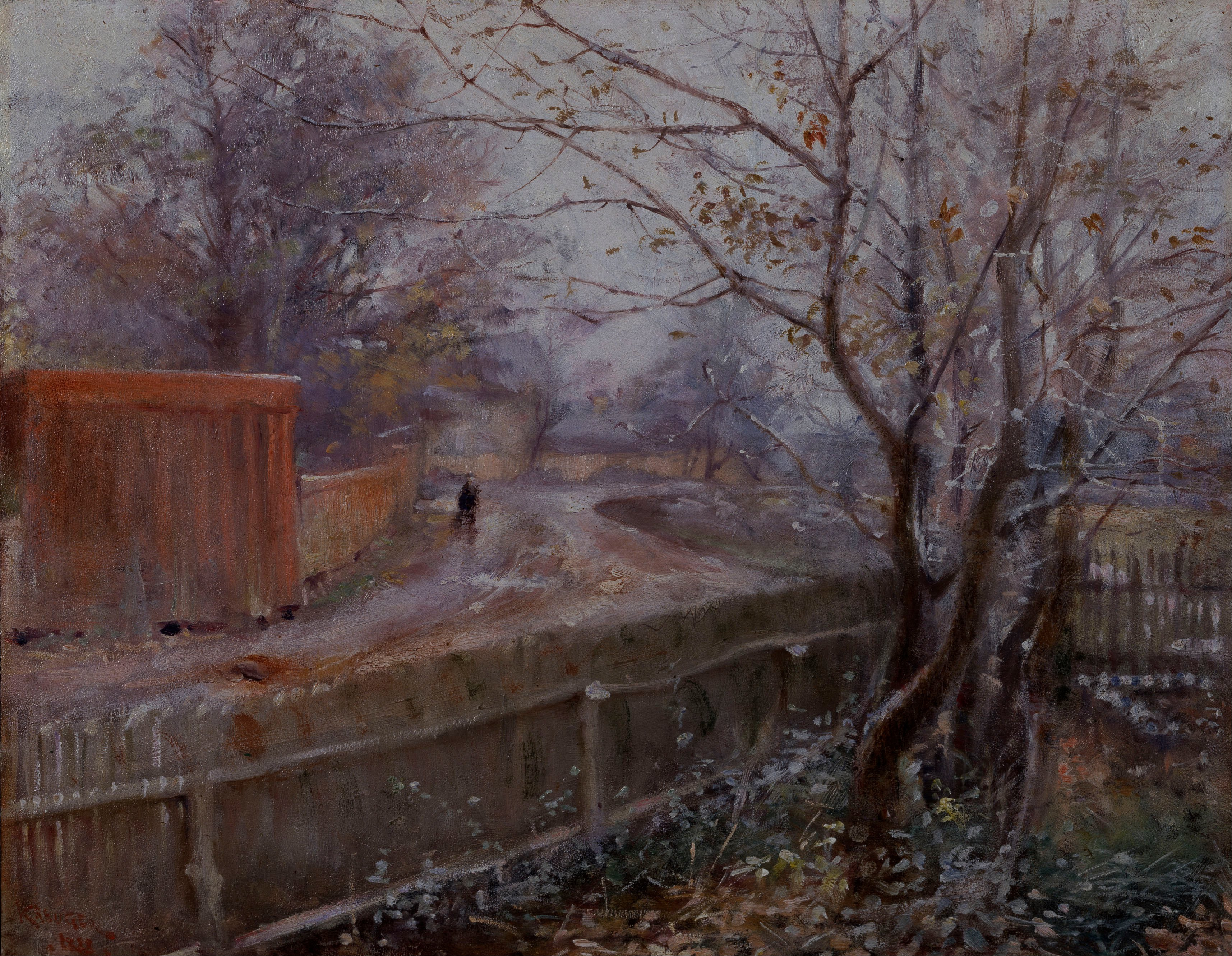
Осень, Варберг (1888)
Роща (1900)
Иссохший луг (1904)
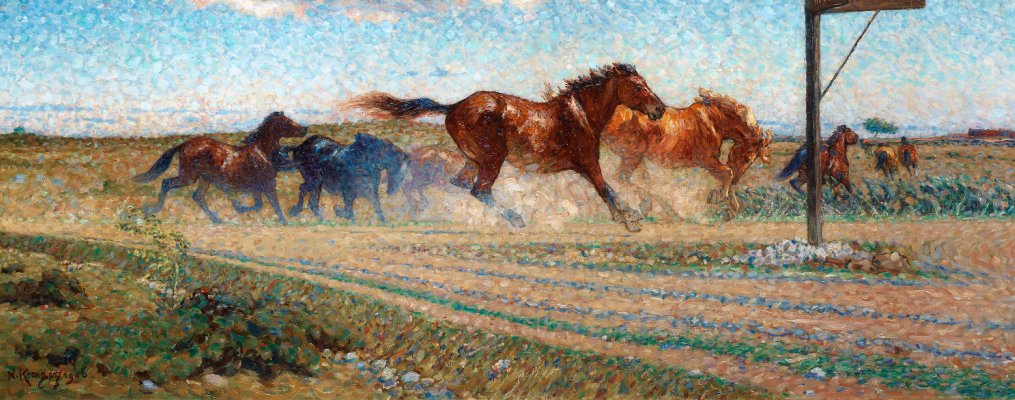
Дикие лошади (1906)
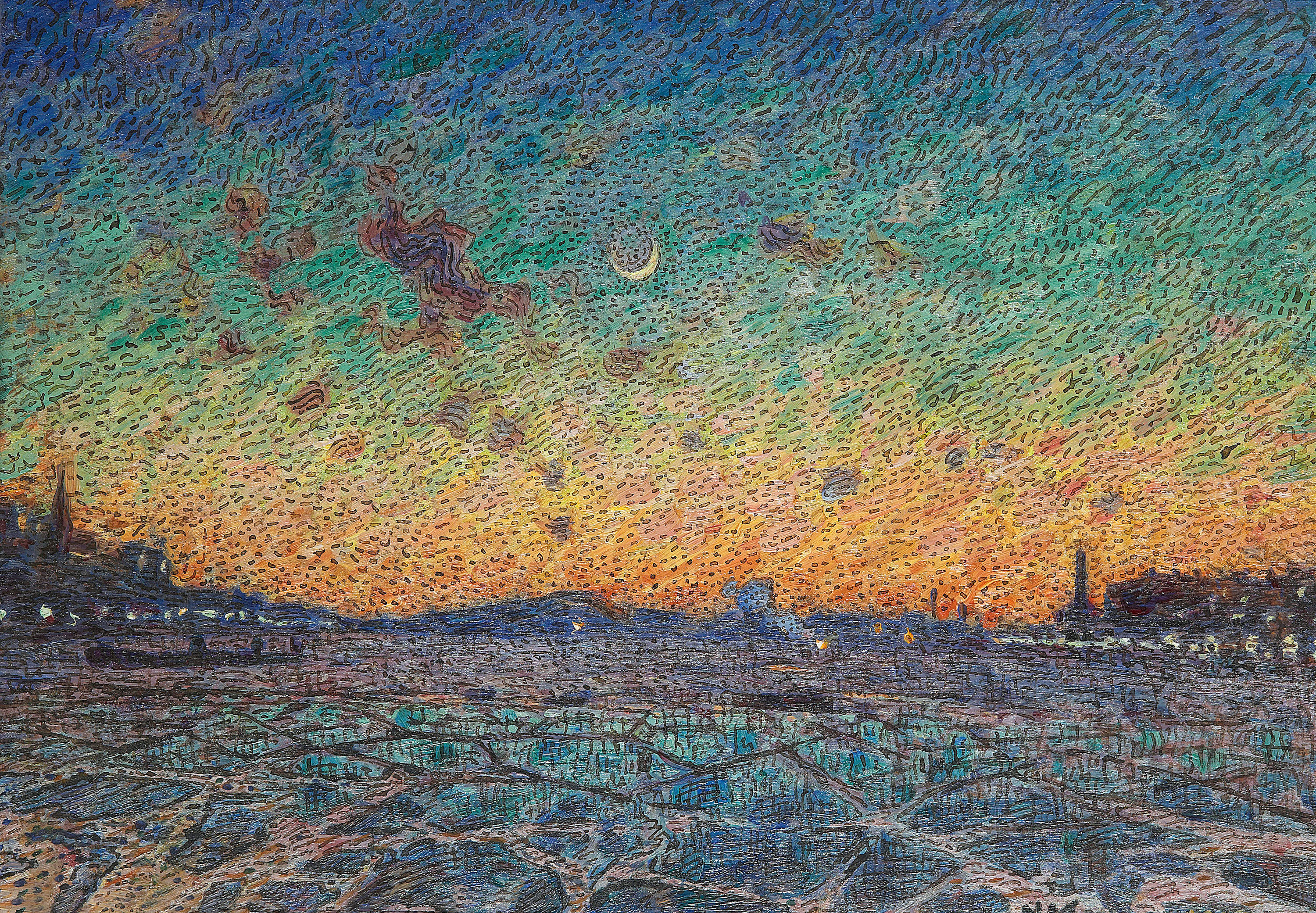
Мартовский вечер (1915)
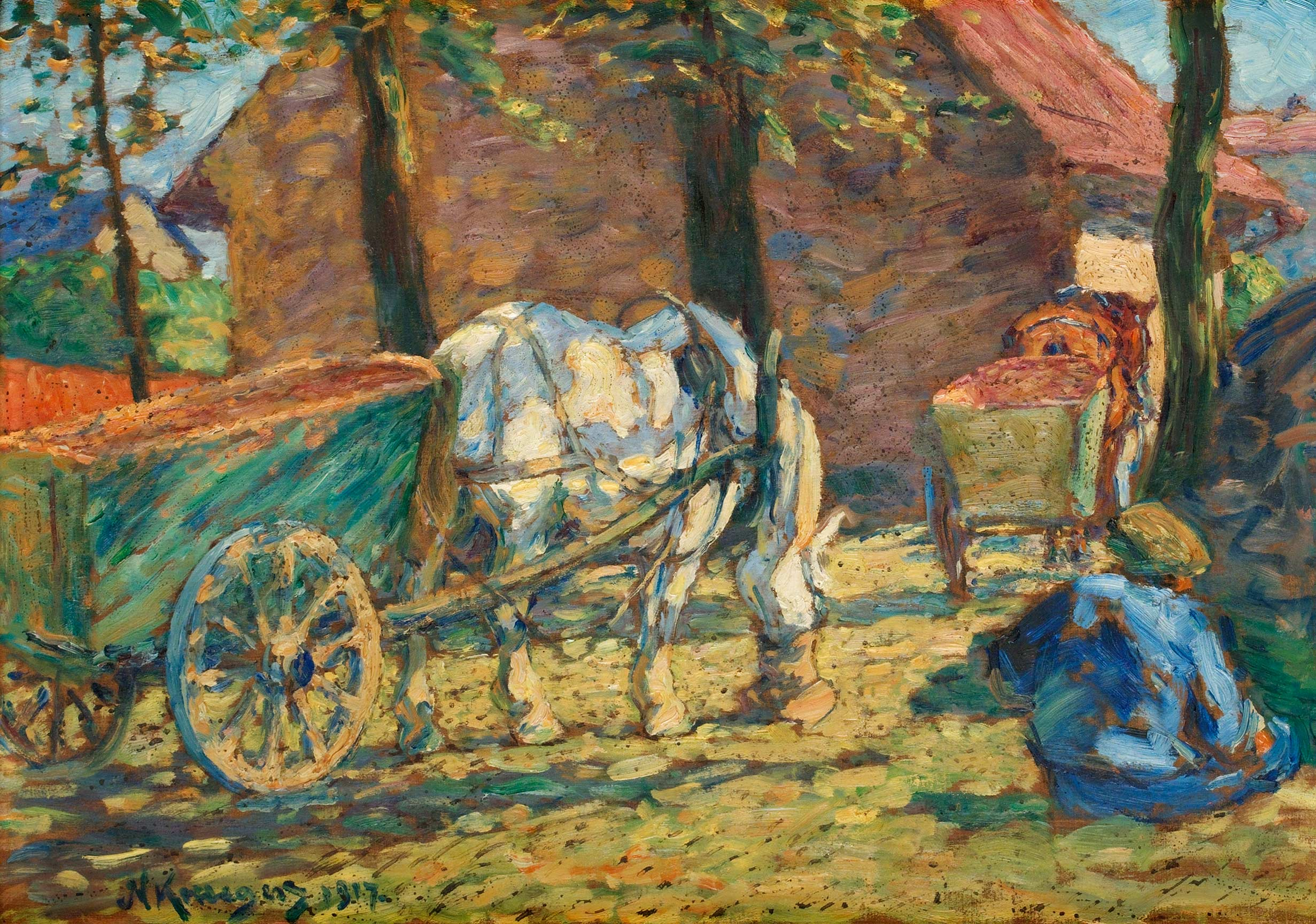
Обеденный перерыв (1917)